# 전북테크노파크
전북테크노파크(Jeonbuk Technopark)는 지역산업 발전전략을 수립하고, 경제협력권 산업 육성 등 지역의 차세대 성장동력 창출을 위해 산업통상자원부와 전북특별자치도가 공동 출연하여 설립된 재단법인으로서, 전북특별자치도 전주시 덕진구 반룡로 110-5에 본원이 위치하고 있다.

## 연혁
- 2016. 10. 전북디자인센터 유치
- 2015. 01. 지역산업진흥계획 최우수등급(전국 2위) 선정
- 2014. 10. 전라북도 경영평가 최우수등급(S) 선정
- 2014. 04. 제4대 백두옥 원장 취임
- 2013. 04. 전북지역산업진흥계획 S등급
- 2012. 02. 전북지역산업진흥계획 A등급
- 2011. 07. 전북대학연합 기술지주회사 출범
- 2011. 06. 기술거래기관 지정
- 2011. 04. 부안 신재생에너지단지 위탁운영
- 2011. 03. 제3대 심성근 원장 취임
- 2010. 11. 고비강도사업단 설립
- 2010. 10. 벤처지원동 준공 완료
- 2010. 02. 지역거버넌스 구축에 따른 조직개편
- 2009. 03. 방사선영상기술센터 설립
- 2008. 12. 연료전지핵심기술연구센터 완공 및 입주
- 2008. 06. 전북테크노파크 신청사 개관식
- 2008. 04. 전북기술이전센터(JTIC) 구축
- 2008. 03. 제2대 송형수 원장 취임
- 2008. 02. 청사 준공 및 주사무소 입주
- 2007. 10. 생산지원동(테크노빌 A, B동)준공
- 2007. 06. 스마트소재성형기술 R&D클러스터사업단 구축
- 2005. 12. 연료전지핵심기술연구센터 설립
- 2004. 12. 초대 배광선 원장 취임
- 2003. 12. (재)전북테크노파크 법인설립

## 조직
- 이사회(이사장: 전북특별자치도지사)
- 감사
- 원장
- 운영위원회
- 고객만족감사팀
- 정책기획단
- 기업지원단
- 전북디자인센터
- 스마트융합기술센터
- 경영지원실
- 지역산업육성실
- 전북과학기술진흥센터
- 신재생에너지운영사업단